# فرنسيس روفوس بيلامي
فرنسيس روفوس بيلامي (بالإنجليزية: Francis Rufus Bellamy)‏ هو كاتب سير وصحفي أمريكي، ولد في 24 ديسمبر 1886، وتوفي في 1972.